# جاك جونسون (سياسي أمريكي)
جاك جونسون (بالإنجليزية: Jack Johnson)‏ هو سياسي أمريكي، ولد في 25 يوليو 1968. حزبياً، نشط في الحزب الجمهوري. وقد انتخب عضو مجلس ولاية تينيسي.